# Palaepangonius
Palaepangonius es un género extinto de aterícido o posiblemente un tábanido del Cretácico Inferior de China. El espécimen holotipo GMCB LB97017, se descubrió cerca del pueblo de Chaomidian (GMC Beijing coll) en la Formación Yixian.

## Taxones hermanos
Athericites, Atherix, Atrichops, Eoatrichops, Galloatherix, Notoatherix, Qiyia, Sinocretomyia, Succinatherix.